# José Casado del Alisal

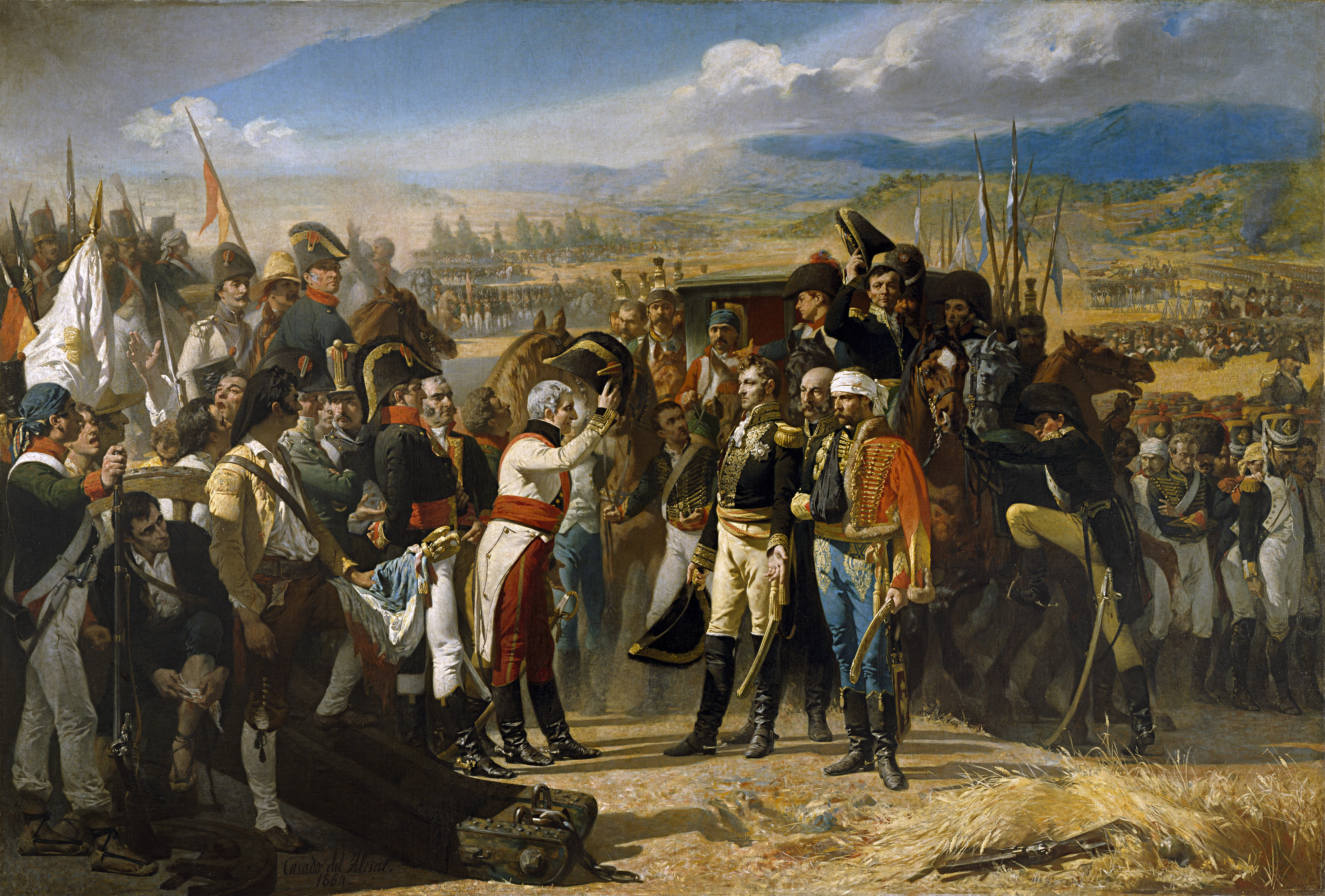
Kapitulacja pod Bailén, 1864

José María Casado del Alisal (ur. 1830 w Villada, zm. 8 października 1886 w Madrycie) – hiszpański malarz.
Uczył się w utworzonej w 1838 r. Escuela Municipal de Dibujo w Palencii, gdzie poznał artystów takich jak Dióscoro Puebla, Serafín Martínez del Rincón y Trives, Eugenio Oliva Rodrigo i Juan María de Velasco. Następnie studiował na Królewskiej Akademii Sztuk Pięknych św. Ferdynanda w Madrycie pod kierunkiem Federica Madrazo.
W 1855 r. w nagrodę za obraz Wskrzeszenie Łazarza otrzymał stypendium na wyjazd do Rzymu, gdzie zaprzyjaźnił się z artystami takimi jak Antonio Gisbert i Dióscoro Puebla. Mieszkał w Neapolu, Mediolanie i Wenecji. W 1861 r. wyjechał do Paryża gdzie namalował El juramento de las Cortes de Cádiz, dzieło które zaprezentował na wystawie w 1862 r., i który znajduje się obecnie w gmachu Kongresu Deputowanych w Madrycie.
W 1860 otrzymał I medal na Krajowej Wystawie Sztuk Pięknych w Madrycie za obraz Ostatnie chwile Ferdynanda IV Pozwanego. W 1864 r. również otrzymał I medal na tej samej wystawie za dzieło Kapitulacja pod Bailén przedstawiające poddanie wojsk francuskich pod Bailén 19 lipca 1808 roku.
Był dyrektorem Akademii Hiszpańskiej w Rzymie oraz członkiem Królewskiej Akademii Sztuk Pięknych św. Ferdynanda w Madrycie. W 1881 r. na Krajowej Wystawie Sztuk Pięknych przedstawił obraz Dzwon z Hueski, za który nie otrzymał medalu, lecz wyróżnienie cum laude i w konsekwencji złożył rezygnację ze stanowiska dyrektora Akademii Hiszpańskiej.
Malował głównie sceny historyczne oraz portrety arystokracji (m.in. Izabeli II Hiszpańskiej i Alfonsa XII). Jego styl próbuje pogodzić reguły akademizmu z ideałami romantyzmu.

## Dzieła
- Wskrzeszenie Łazarza (1855, Królewska Akademia Sztuk Pięknych św. Ferdynanda)
- Ostatnie chwile Ferdynanda IV Pozwanego (1860, Pałac Senacki w Madrycie)
- La Tirana (ok. 1875, Prado)
- Dzwon z Hueski (1880, Urząd Miasta w Huesce)
- Kapitulacja pod Bailén (1864, Prado)
- El juramento de las Cortes de Cádiz (1863, Kongres Deputowanych)
- Portret Izabeli II (1865, Pałac Królewski w Madrycie)
- Gonzalo Fernández de Córdoba nad ciałem księcia de Nemours (1866, Pałac Senacki)
- Portret Alfonsa XII w sali tronowej (1884, Pałac Królewski w Madrycie)
- Portret Práxedes Mateo Sagasta (1884, Kongres Deputowanych)
- Święty Jakub w bitwie pod Clavijo (1885, Bazylika św. Franciszka w Madrycie)
- Portret Baldomero Espartero (1872, Kongres Deputowanych)
- Portret Antonia Cánovas del Castillo (Real Academia de la Historia)
- Portret Eugenia Garcíi Ruiza (1882)